# Franco Coggiola
Franco Coggiola (Asti, 7 luglio 1939 – Asti, 7 maggio 1996) è stato un etnomusicologo e archivista italiano.

## Biografia
Vicino al gruppo del Nuovo Canzoniere Italiano dal 1964, ne entra a far parte dall'estate del 1965. Nello stesso anno entra all'Istituto Ernesto de Martino in qualità di ricercatore; nel 1966 viene nominato conservatore dei materiali e dal 1972, quando l'Istituto assume il profilo giuridico di associazione, ne diviene direttore, per essere eletto presidente nel 1981, carica che ricoprirà fino alla morte.

## Attività discografica
Nell'ottobre del 1966 diventa ricercatore e montatore dei materiali sonori presso le Edizioni del Gallo di Milano, nate nel 1964 nell'ambito dell'Istituto Ernesto de Martino ed eredi delle Edizioni Avanti! legate al PSI.